# 해왕성에서 본 지구 일면통과
해왕성에서 본 지구 일면통과(海王星에서 본 地球 日面通過)는 지구가 해왕성과 태양 사이를 정확히 통과할 때 발생한다. 해왕성에 대한 지구의 승교점(昇交點)과 강교점(降交點)에서 잇달아 발생한다. 지난 일면통과는 2006년까지 약 1년마다 일어났으며, 2081년에 다시 발생할 예정이다.
해왕성에서 본 지구 일면통과는 약 367일의 간격으로 일정 기간 동안 일제히 발생하며, 그런 다음에는 약 80년의 주기를 두고 이러한 현상이 반복된다.
| 2001년 7월 30일 |
| 2002년 8월 2일  |
| 2003년 8월 4일  |
| 2004년 8월 6일  |
| 2005년 8월 8일  |
| 2006년 8월 11일 |
| 2081년 1월 23일 |
| 2082년 1월 25일 |
| 2083년 1월 28일 |
| 2084년 1월 30일 |
| 2085년 2월 1일  |
| 2086년 1월 3일  |
| 2087년 2월 6일  |
| 2088년 2월 8일  |

누구도 해왕성 근처에서 지구가 태양 위를 지나가는 것을 보지 못했다. 또한 인류는 이 현상을 가까운 시일 내에 관측할 수 있을 것 같지도 않다. 해왕성은 가스 행성이기 때문에 실질적으로 이 현상을 관측하려면 해왕성 주위에 있는 위성들의 표면에서 태양을 바라봐야 할 것이다. 이 경우 일면통과 발생 시각 및 기타 여건은 이론적인 시간에 비해 약간 달라질 수 있다.

## 같이 보기
- 통과 (천문학)

## 참고 문헌
- 미국 항공우주국 제공 : 태양계 시뮬레이터
- Albert Marth, Note on the Transit of the Planet Mars and its Satellites across the Sun’s disc, which will occur for the Planet Jupiter and its Satellites on April 13, 1886, Monthly Notices of the Royal Astronomical Society, 46 (1886), 161–164.
- Andrew Crommelin, Ephemeris for physical observations of Jupiter, 1901, Monthly Notices of the Royal Astronomical Society, 61 (1900), 117–118  (전문: )
- SOLEX
- Meeus, Jean (1989). 《Transits》. Richmond, VA: Willmann-Bell. ISBN 0-943396-25-5.